# SSM-N-8 Regulus
SSM-N-8A Regulus hay Regulus I là một loại tên lửa hành trình phóng từ tàu ngầm thế hệ thứ 2 do Hải quân Hoa Kỳ phát triển, với khả năng mang đầu đạn hạt nhân động cơ turbojet. Tên lửa được phát triển từ năm 1955 đến năm 1964. Tên lửa Regulus được phát triển từ các kết quả thử nghiệm tên lửa đạn đạo V-1 do Hải quân Mỹ thực hiện tại Căn cứ không quân Mũi Mugu ở California. Tên lửa có hình dáng khí động học giống với hình dáng của máy bay tiêm kích cùng thời kỳ nó ra đời, nhưng không có buồng lái. Các mẫu thử nghiệm tên lửa được bổ sung thêm càng hạ cánh, và nó có khả năng cất hạ cánh tương tự như máy bay thông thường. Khi tên lửa được triển khai, chúng sẽ được phóng đi từ đường ray đặt trên thân tàu ngầm, và được hỗ trợ bằng hai động cơ phản lực nhỏ ở phần thân sau.

## Lịch sử ra đời và phát triển

### Thiết kế và phát triển

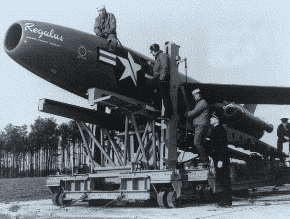
A Regulus I missile.

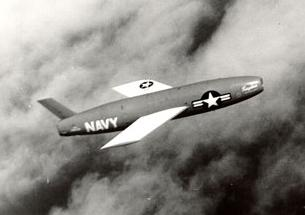
Mục tiêu bay KDU-1

Tháng Mười năm 1943, công ty sản xuất máy bay Chace Vought (sau này là Vought) đã dành được hợp đồng phát triển một mẫu tên lửa hành trình có tầm bay 300 dặm (480 km) và có khả năng mang đầu đạn nặng 4.000 pound (1.800 kg). Chương trình phát triển đã bị dừng lại trong bốn năm. Tháng Mười năm 1947, Không quân Mỹ đã giao cho công ty Martin chế tạo một loại tên lửa bay cận âm động cơ tuốc bin phản lực, với tên gọi MGM-1 Matador. Hải quân Mỹ luôn cạnh tranh với Không quân Mỹ trong phát triển tên lửa, và đây cũng không phải ngoại lệ, chứng kiến loại tên lửa của Không quân Mỹ, Hải quân Mỹ quyết định phát triển một loại tên lửa hành trình dựa trên động cơ J33 giống như Matador nhưng có khả năng phóng được từ tàu ngầm. Tháng Tám năm 1947, đặc tính kỹ thuật của loại tên lửa mới của Hải quân, đã được hoàn chỉnh: 
- Có khả năng mang được đầu đạn nặng 3.000 pound (1.400 kg), với tầm bay đạt 500 hải lý (930 km)
- Tốc độ bay Mach 0,85
- Sai số vòng tròn CEP ở tầm bắn tối đa nằm trong khoảng 2,5 hải lý (4,6 km).
Việc phát triển tên lửa Regulus được kế thừa từ kinh nghiệm của Hải quân Mỹ khi làm việc với loại tên lửa Republic-Ford JB-2 vốn được phát triển từ bom bay V-1 của Đức quốc xã, từ năm 1945. Hải quân Mỹ đã tiến hành bắn thử nghiệm tên lửa Regulus tại cơ sở thử nghiệm Naval Air Station Point Mugu, với các tàu ngầm USS Cusk và USS Carbonero được chỉnh sửa đặc biệt để làm nền tảng phóng tên lửa. Do tên lửa không được che chắn và bảo vệ nên chỉ có thể phóng trong trạng thái tàu ngầm đang nổi.
Tên lửa Regulus có chiều dài 30 foot (9,1 m), sải cánh 10 foot (3,0 m), đường kính 4 foot (1,2 m), và có trọng lượng phóng 10.000 và 12.000 pound (4.500 và 5.400 kg). Tên lửa được lắp ráp lại từ thân một chiếc tiêm kích F-84 nhưng không có buồng lái. Phiên bản thử nghiệm còn được bổ sung thêm càng đáp để thu hồi lại được. Sau khi phóng, tên lửa Regulus cần được đàichir huy dẫn bắn trực tiếp cho đến khi bắn trúng mục tiêu, thông thường các tàu ngầm và tàu nổi được trang bị các trạm điều khiển này. (Sau này, các tàu ngầm Hải quân Mỹ được trang bị hệ thống "Trounce" (Tactical Radar Omnidirectional Underwater Navigational Control Equipment), tàu ngầm đã có khả năng dẫn đường cho tên lửa). Sự cạnh tranh trong thiết kế của tên lửa hành trình giữa Hải quân và Không quân Mỹ càng làm cho việc phát triển hai loại tên lửa càng trở nên phức tạp. Tên lửa cùng sử dụng một loại động cơ và có hình dáng tương tự nhau. Chúng có đặc tính, quá trình thử nghiệm cũng tương tự nhau, dẫn đến sự lãng phí tiền vốn đầu tư. Do áp lực phải cắt giảm chi tiêu, Bộ quốc phòng Mỹ đã ra chỉ thị cho Hải quân sử dụng tên lửa Matador cho tàu ngầm. Tuy nhiên Hải quân Mỹ đã chỉ ra rằng tên lửa Regulus có khả năng tốt hơn tên lửa của Không quân Mỹ, đồng thời cũng phù hợp hơn cho các nhiệm vụ của Hải quân.
Regulus có một số ưu điểm hơn Matador. Nó chỉ cần hai trạm dẫn đường, trong khi Matador cần tới ba trạm dẫn đường. Regulus cũng có thời gian chuyển trạng thái đến lúc bắn tên lửa ngắn hơn do nó được gắn sẵn tầng đẩy khởi tốc trong khi đó tên lửa Matador cần phải gắn tầng đẩy khởi tốc trước khi phóng. Cuối cùng, công ty Chance Vought cũng đồng thời phát triển cả một phiên bản mục tiêu bay với định danh KDU-1, vì thế ngay cả khi tên lửa có giá thành đắt hơn đi chăng nữa, nhưng tính ra Regulus vẫn rẻ hơn khi sử dụng trong các cuộc thử nghiệm. Chương trình phát triển của Hải quân Mỹ vẫn tiếp tục được tiến hành, với thử nghiệm tên lửa diễn ra lần đầu vào tháng Ba năm 1951.
Do các quan ngại về kích thước quá lớn để có thể vận chuyển tên lửa trên đường cao tốc, nên Chance Vought đã hợp tác với một công ty chuyên về xe vận tải siêu trường siêu trọng để phát triển một phương tiện chuyên chở tên lửa Regulus I.

### Triển khai trên tàu mặt nước và tàu ngầm
Tên lửa được thử nghiệm lần đầu với vụ bắn thử nghiệm vào tháng Bảy năm 1953 từ tàu ngầm USS Tunny đã qua chỉnh sửa đặc biệt để mang phóng tên lửa mới. Tàu ngầm Tunny và chiếc tàu ngầm chị em với nó là USS Barbero là những chiếc tàu ngầm đóng vai trò răn đe hạt nhân đầu tiên của Hải quân Mỹ. Năm 1958, Hải quân Mỹ tiếp tục triển khai thêm hai chiếc tàu ngầm bổ sung mang têno lửa Regulus I là USS Grayback  và USS Growler, sau đó là tàu ngầm chạy bằng năng lượng hạt nhân Halibut, với thiết kế hangar lớn bên trong thân tàu có thể chứa được tới 5 tên lửa, định hình thiết kế cho cả một lớp tàu ngầm năng lượng hạt nhân mang tên lửa hành trình SSG-N.

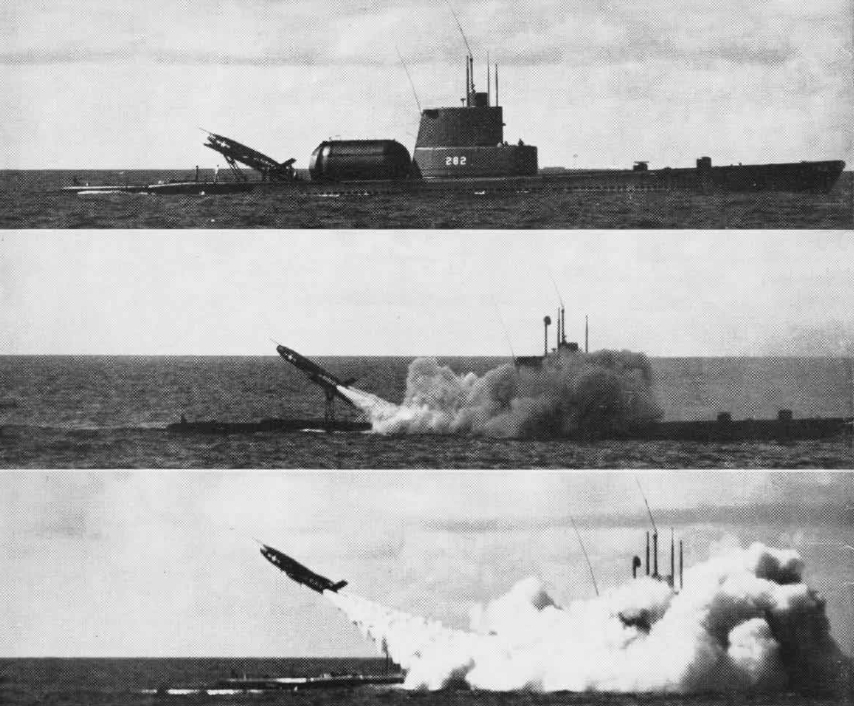
tiến hành phóng tên lửa Regulus I vào năm 1956.

Theo chiến lược răn đe hạt nhân của Hải quân Mỹ, Hải quân Mỹ sẽ đảm bảo luôn có bốn tàu ngầm mang tên lửa Regulus tuần tra trên biển vào bất kỳ thời điểm nào. Trong đó, tàu ngầm Barbero và Tunny mỗi tàu được trang bị hai tên lửa sẽ phải tuần tra theo cặp, trong khi tàu ngầm Growler và Grayback, với mỗi tàu trang bị bốn quả tên lửa, hoặc chiếc Halibut trang bị năm quả tên lửa là có khat năng tuần tra độc lập. Được triển khai từ căn cứ tại Trân châu cảng, Hawaii, năm chiếc tàu ngầm mang tên lửa Regulus đã thực hiện 40 cuộc tuần tra răn đe hạt nhân trên biển Bắc Thái Bình Dương từ tháng Mười năm 1959 đến tháng Bảy năm 1964, bao gồm cả cuộc Khủng hoảng tên lửa Cuba năm 1962. Theo như phim tài liệu "Regulus: The First Nuclear Missile Submarines" của Nick T. Spark, sứ mệnh chính của các tàu ngầm này là tiêu diệt các căn cứ Hải quân của Liên Xô tại Petropavlovsk-Kamchatsky. Sứ mệnh tuần tra răn đe hạt nhân của chúng được nối tiếp bằng các tàu ngầm mang tên lửa đạn đạo xuyên lục địa Polaris.
| Gato     | Tunny    | 1953-1965 | 2 | Converted to amphibious transport submarine |
| Balao    | Barbero  | 1955-1964 | 2 | Expended as target 1964                     |
| Grayback | Grayback | 1958-1964 | 4 | Converted to amphibious transport submarine |
| Grayback | Growler  | 1958-1964 | 4 | Decommissioned, memorial 1988               |
| Halibut  | Halibut  | 1960-1964 | 5 | Converted to special mission submarine      |

The Regulus firing submarines were relieved by the  submarine lớp George Washingtons carrying the Polaris missile system. Barbero also earned the distinction of launching the only delivery of missile mail.
Các tàu ngầm USS Cusk and USS Carbonero được trang bị trạm điều khiển giúp chúng có thể tiếp quyền điều khiển trực tiếp tên lửa Regulus phóng đi từ tàu ngầm khác, giúp nối dài cự ly tác chiến của tên lửa trong các tình huống chiến lược.

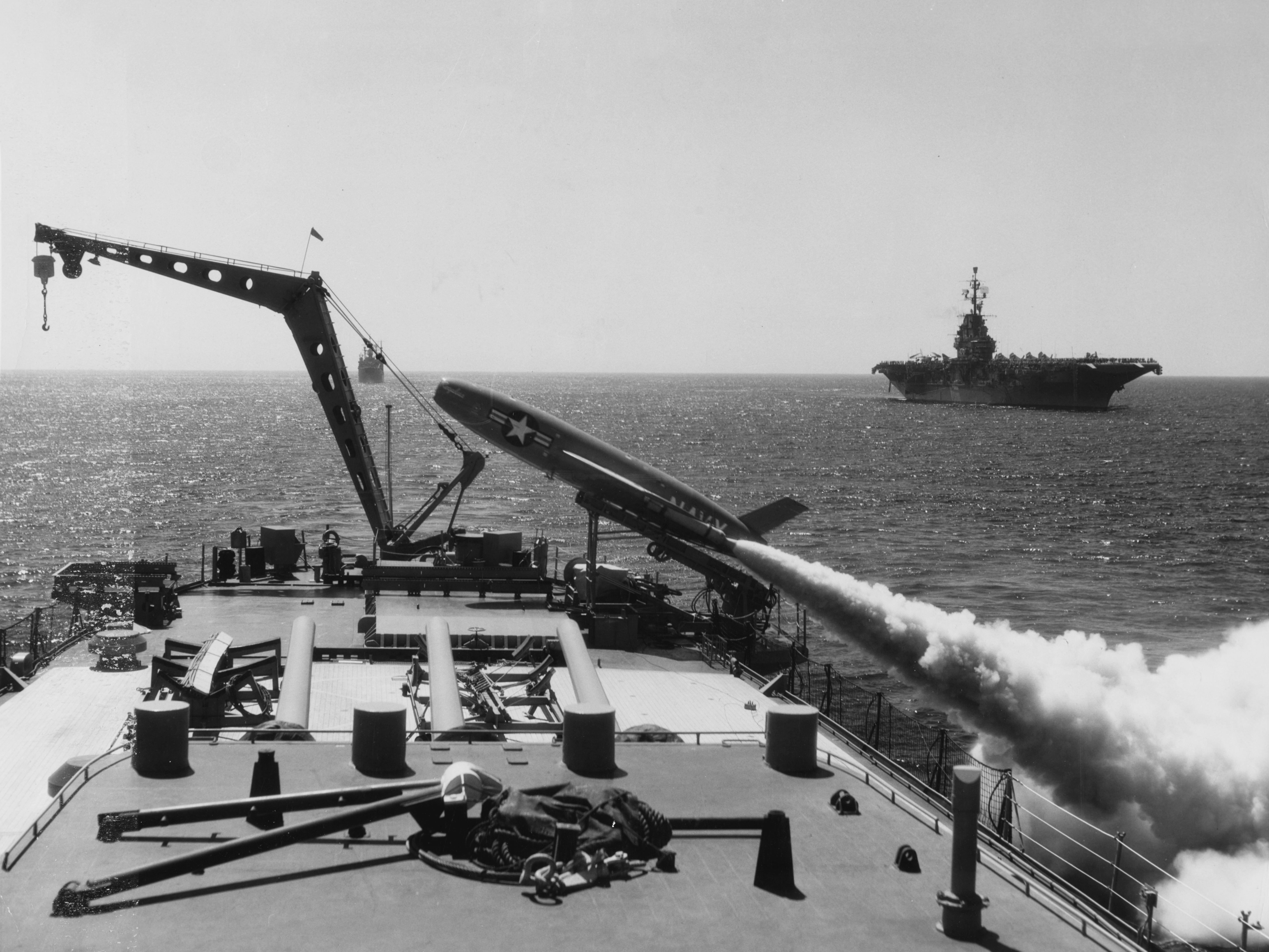
Tên lửa Regulus I bắn từ tàu, 1957.

Regulus tuần cũng được triển khai trên các tàu nổi như tàu USS Los Angeles. Năm 1956, tên lửa tiếp tục được triển khai trên ba tàu nữa là: USS Macon, USS Toledo, và USS Helena. Bốn tàu tuần dương thuộc lớp tàu Baltimore này mỗi tàu trang bị ba tên lửa Regulus thường xuyên tuần tra vùng biển Tây Thái Bình Dương.	
Mười tàu sân bay cũng được cấu hình để mang tên lửa Regulus, dù chỉ có sáu chiếc được đóng. USS Princeton không được triển khai tên lửa Regulus nhưng nó là tàu sân bay đầu tiên thực hiện phóng thử Regulus. USS Saratoga cũng không được triển khai với tên lửa Regulus nhưng nó đã tham gia hai lần phóng trình diễn. USS Franklin D. Roosevelt và USS Lexington một chiếc đều đã thực hiện một lần phóng thử nghiệm. USS Randolph khi được triển khai ở Địa Trung Hải được trang bị ba tên lửa Regulus. USS Hancock được triển khai một lần tới biển Tây Thái Bình Dương đã mang theo bốn quả tên lửa vào năm 1955. Lexington, Hancock, USS Shangri-La, và USS Ticonderoga đã tham gia vào quá trình phát triển cấu hình Regulus Assault Mission (RAM). Theo đó, RAM chuyển đổi tên lửa Regulus thành một phương tiện bay không người lái UAV, cụ thể là tên lửa Regulus được phóng đi, và trong chuyến bay, nó sẽ được điều khiển đến mục tiêu bởi phi công điều khiển ngồi điều khiển từ trong tàu sân bay qua các thiết bị điều khiển từ xa.

### Loại biên
Dù là hệ thống tên lửa mang đầu đạn hạt nhân đầu tiên được triển khai trên tàu ngầm của Hải quân Mỹ, nhưng hệ thống tên lửa Regulus có nhiều điểm lạc hậu. Khi tiến hành phóng tên lửa, tàu ngầm phải nổi lên và triển khai tên lửa trên ray phóng trong bất kỳ thời tiết nào. Do nó cần hệ thống điều khiển bằng radar, vốn chỉ có tầm hoạt động 225 nmi (259 mi; 417 km), tàu ngầm phải tiếp tục nổi trên bề mặt nước để có thể điều khiển quả tên lửa trong khi đó tín hiệu điều khiển sẽ khiến tàu ngầm bị lộ vị trí. Phương pháp dẫn đường này dễ bị gây nhiễu và do tên lửa bay cận âm, tàu ngầm sẽ phơi mình trên mặt nước và dễ bị tổn thương trước đòn tấn công từ đối phương trong suốt thời gian bay của tên lửa. Việc tiêu diệt tàu ngầm mẹ sẽ khiến quả tên lửa bị mất điều khiển.
Việc sản xuất tên lửa Regulus được ngừng lại từ tháng Một năm 1959 với việc hoàn tất quả tên lửa thứ 514; năm 1962, chúng được đổi tên thành RGM-6. Tên lửa Regulus đươc loại khỏi trang bị vào tháng Tám năm 1964. Một số quả tên lửa còn lại được chuyển sang làm vai trò mục tiêu bay. Regulus không chỉ là phương tiện răn đe hạt nhân của Hải quân Mỹ trong suốt thời kỳ đầu chiếntranh Lạnh, đặc biệt là trong Khủng hoảng tên lửa tại Cuba năm 1962, là tiền đề cho phát triển các tên lửa UGM-27 Polaris, UGM-73 Poseidon và họ tên lửa Trident, mà còn là ông tổ của tên lửa hành trình BGM-109 Tomahawk.
Sau khi được cho loại biên, một số lượng tên lửa đã được chuyển đổi thành mục tiêu bay BQM-6C.

## Tên lửa Regulus II
Tên lửa hành trình siêu âm thế hệ hai SSM-N-9 Regulus II cũng do Vought phát triển và có tầm bắn 1,200 hải lý (2,222 km) và tốc độ Mach 2 đã được phát triển và thử nghiệm thành công, bao gồm cả phóng thử nghiệm từ tàu gầm Grayback', nhưng chương trình đã bị ngừng lại do Hải quân Mỹ tập trung cho tên lửa đạn đạo phóng từ tàu ngầm UGM-27 Polaris.
Tên lửa Regulus II là một thiêtw kế hoàn toàn mới với việc cải thiện hệ thống dẫn đường và tăng gấp đôi tầm bắn, và dự định sẽ thay thế cho Regulus I. Các tàu ngầm và tàu nổi được trang bị Regulus II sẽ được bổ sung hệ thống định vị tuyến tính lắp cho tàu chiến Ships Inertial Navigation System (SINS), giúp tên lửa nạp thông tin về toạ độ của mục tiêu chính xác trước khi được phóng đi.
Hải quân Mỹ đã thực hiện tổng cộng bốn mươi tám lần phóng thử nghiệm trong đó có ba mươi lần thử nghiệm thành công và 14 lần thành công một phần, bốn lần phóng thất bại. Một hợp đồng sản xuất đã được ký kết vào tháng Một năm 1958 và chỉ có một lần phóng từ tàu ngầm duy nhất diễn ra từ tàu ngầm Grayback tháng Chín năm 1958.
Do giá thành quá cao (khoảng một triệu đô la mỹ cho mỗi tên lửa), áp lực về ngân sách, và sự ra đời của tên lửa đạn đạo phóng từ tàu ngầm UGM-27 Polaris, chương trình Regulus II đã bị hủy bỏ vào tháng Mười hai năm 1958. Tính đến lúc hủy bỏ chương trình, công ty Vought đã hoàn thành 20 quả tên lửa Regulus II cùng với 27 quả khác đang được chế tạo. Tên lửa Regulus I vẫn được chế tạo đến tháng Một năm 1959 với tổng số 514 quả tên lửa được sản xuất, nó được loại biên vào tháng Tám năm 1964.
Cả Regulus I và Regulus II đều được sử dụng làm mục tiêu bay sau năm 1964.

## Bên vận hành
- | - x - t - s Phân cấp hành chính Hoa Kỳ | - x - t - s Phân cấp hành chính Hoa Kỳ                                                                                                                                                                                                                                                                                                                                                                                                                                                                                                                                                      | - x - t - s Phân cấp hành chính Hoa Kỳ |
| -------------------------------------- | --- | -------------------------------------- |
| Các tiểu bang                          | - Alabama - Alaska - Arizona - Arkansas - California - Colorado - Connecticut - Delaware - Florida - Georgia - Hawaii - Idaho - Illinois - Indiana - Iowa - Kansas - Kentucky - Louisiana - Maine - Maryland - Massachusetts - Michigan - Minnesota - Mississippi - Missouri - Montana - Nebraska - Nevada - New Hampshire - New Jersey - New Mexico - New York - North Carolina - North Dakota - Ohio - Oklahoma - Oregon - Pennsylvania - Rhode Island - South Carolina - South Dakota - Tennessee - Texas - Utah - Vermont - Virginia - Washington - West Virginia - Wisconsin - Wyoming |                                        |
| Đặc khu liên bang                      | Washington, D.C. |                                        |
| Vùng quốc hải                          | - Guam - Puerto Rico - Quần đảo Bắc Mariana - Quần đảo Virgin - Samoa thuộc Mỹ |                                        |
| Tiểu đảo xa                            | - Đảo Baker - Đảo Howland - Đảo Jarvis - Đảo Johnston - Đảo san hô Kingman - Rạn san hô vòng Midway - Đảo Navassa - Đảo san hô Palmyra - Đảo Wake |                                        |
| Các khu bản địa                        | Danh sách khu người bản địa Mỹ - Navajo - Choctaw - Uintah & Ouray - Tohono Oʼodham - Cheyenne River - Pine Ridge - Standing Rock - Crow - Wind River - Fort Peck |                                        |
| Quốc gia liên kết                      | - Liên bang Micronesia - Quần đảo Marshall - Palau |                                        |

Hải quân Hoa Kỳ (từ 1955 đến 1964)